# Magatzem Balcells
El magatzem Balcells era un conjunt arquitectònic situat als carrers d'en Guàrdia i de l'Arc del Teatre del Raval de Barcelona, actualment desaparegut.

## Història

### Els germans Sarriera
A l'últim quart del segle xviii, els comerciants Antoni i Josep Sarriera i Manzano formaven part de la societat Galup, Sarriera i Cia, que va tributar 300 lliures en el Cadastre del 1783. El 1789, van constituir la societat Sarriera Germans i Cia, i el 1792 van adquirir en emfiteusi a Jaume de Guàrdia i Ardèvol els solars designats amb les lletres «t» i «u», on van fer construir una casa-fàbrica destinada a la fabricació de teixits de cotó i d'indianes.
El 1796, la van vendre al comerciant Francesc Parellada, que ja en tenia una altra al solar designat amb la lletra «p» (actual núm. 12, enderrocada), i va posar aquesta en lloguer: «En la calle den Guardia, esquina a la den Trentaclaus, hay para alquilar una Casa grande, nueva, construida para Fábrica de Texidos de Algodon, y de pintados: à la persona que le acomode, que acuda à la misma calle, en la Fàbrica de Francisco Parellada, en donde daran razon.» El 1803 va demanar permís per a fer-hi reformes.

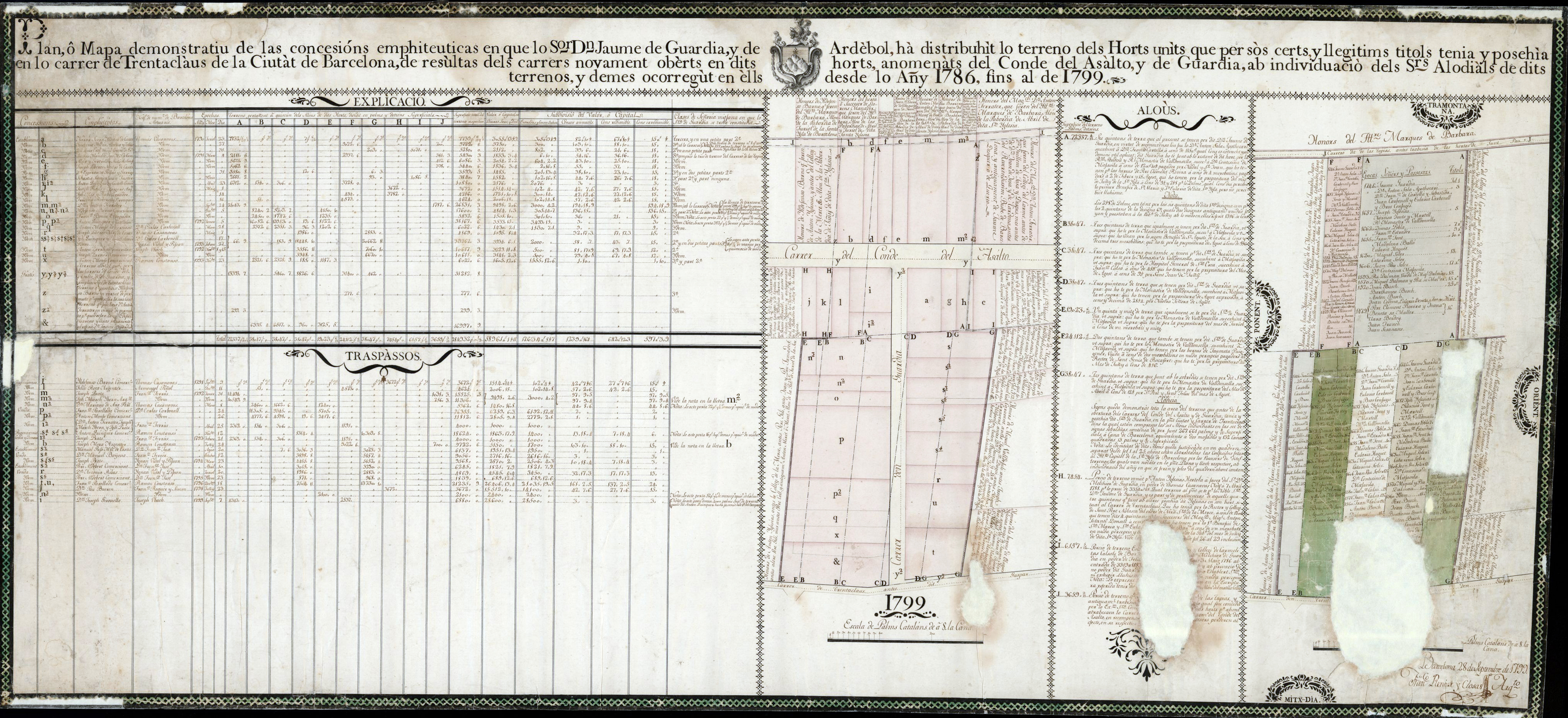
Parcel·lació del carrer de Guàrdia

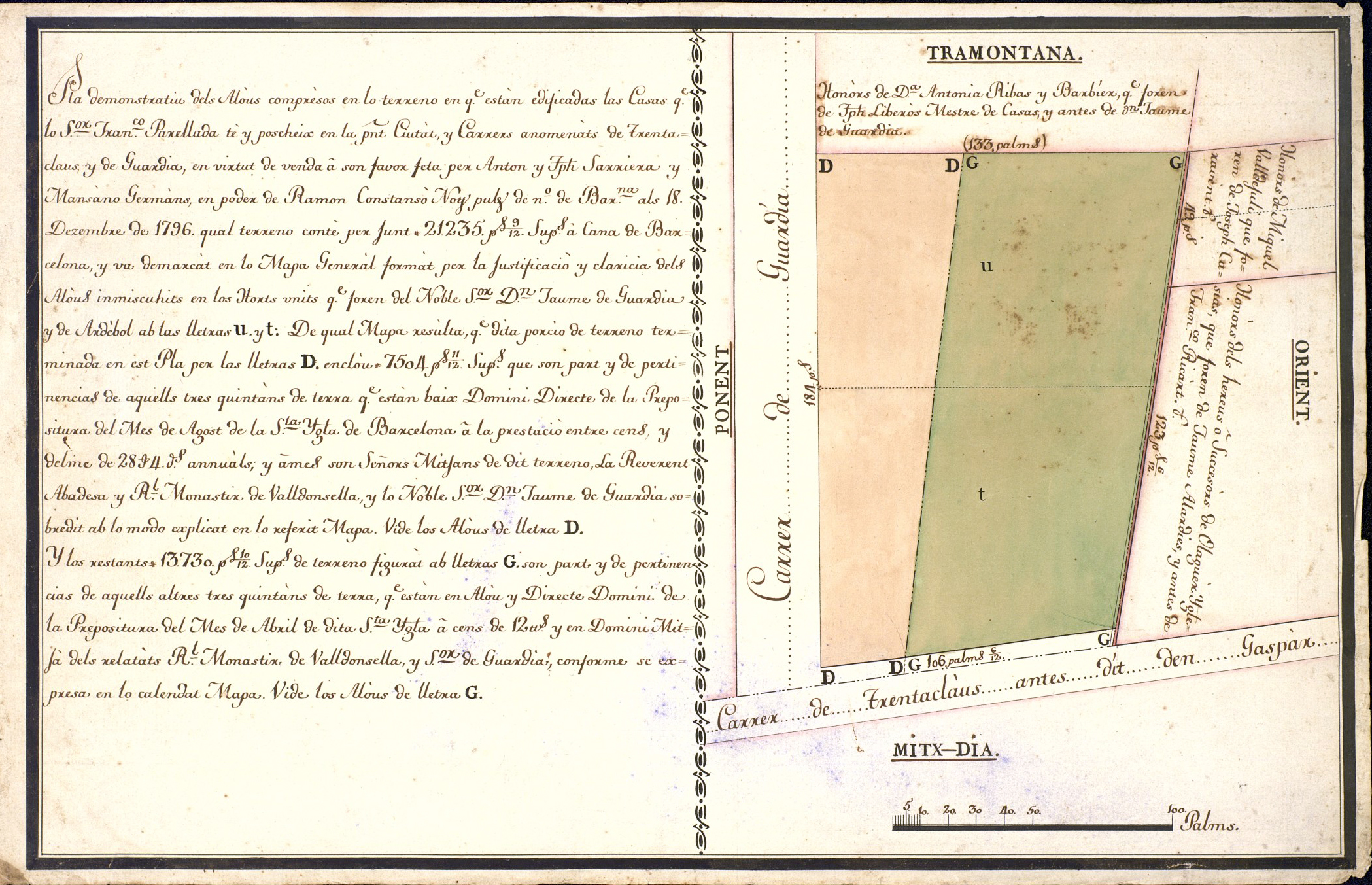
Parcel·la de Francesc Parellada als carrers de Guàrdia i de l'Arc del Teatre

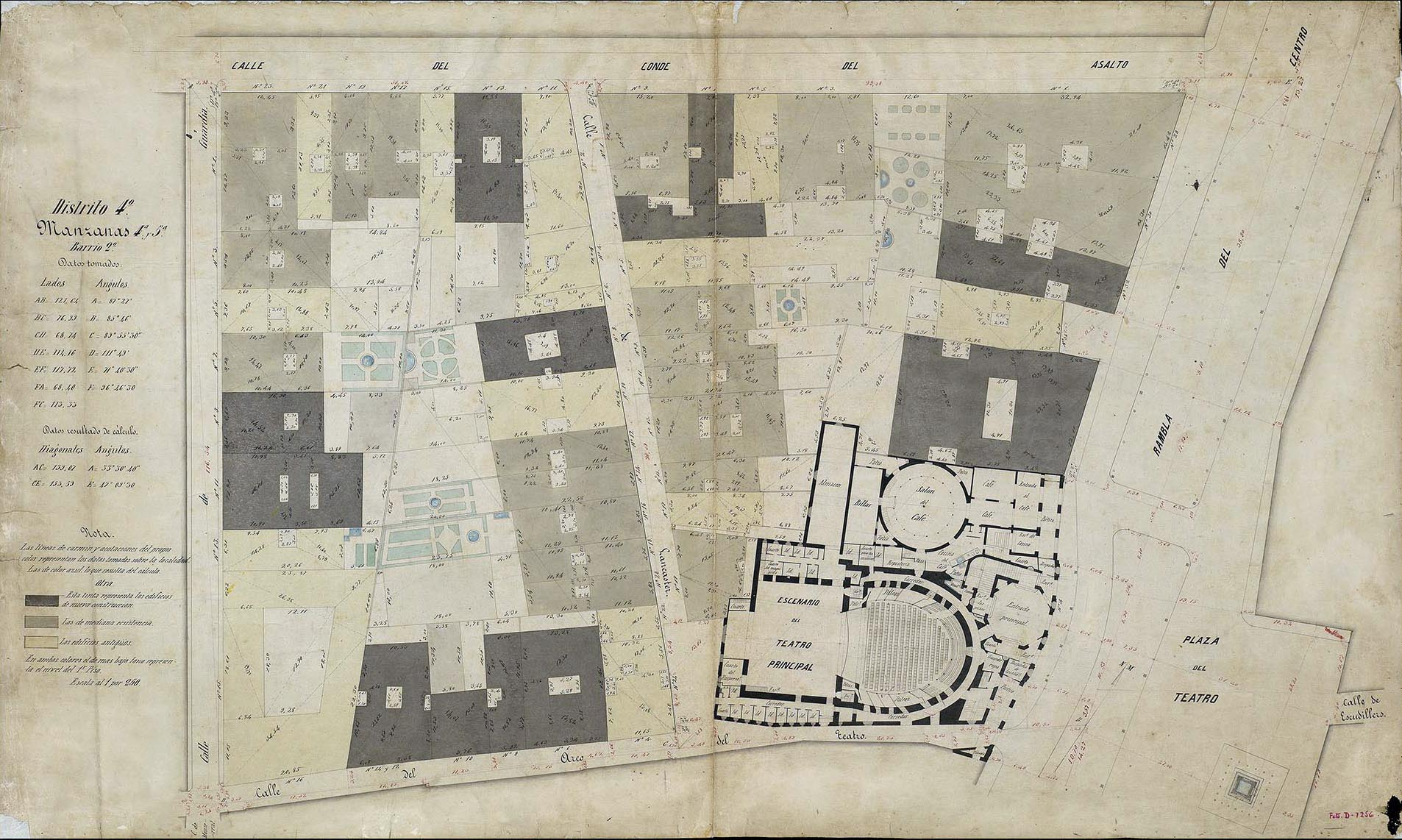
Quarteró núm. 87 de Garriga i Roca (c. 1860)

### Els Balcells
Bonaventura Balcells i Carol (1840-1903), natural de Montornès de Segarra, va marxar a Cuba de molt jove i el 1863 va fundar a L'Havana el magatzem de queviures J. Balcells y Cía, Sociedad en Comandita, segurament amb el seu nebot Josep Balcells i Cortada (c.1854-1931), que també hi havia anat a fer fortuna. El 1880 es va associar amb l'indià Andrés Avelino Subirán Ichaso, originari de Tafalla (Navarra), i van crear la raó social Balcells y Subirán, que tenia una de les tres flotes mercants de vaixells de vela més importants de l'Estat espanyol. Les seves cinc corbetes i dos bergantins-goletes (valorades en conjunt en 160.000 pessetes el 1893) feien el trajecte d'anada i tornada de Barcelona a Cuba, passant pels ports de Matanzas i Cienfuegos i fent escala a Nova Orleans i Nova York.
Subirán va morir pel desembre del 1892, i pocs mesos després l'empresa es va transformar en Balcells y Sobrino amb l'entrada de Josep Balcells i Cortada, i tenia el despatx al carrer de la Plata, 4. Mentrestant, es mantenia el negoci de Cuba, dedicat a magatzem de queviures, importació i exportació i també a la banca. Tanmateix, l'esclat el 1895 de la segona guerra d'Espanya amb Cuba, va provocar la davallada dels negocis d'ultramar dels Balcells, i dos anys després van començar a vendre's part de la flota, i amb els diners obtinguts van comprar terrenys a Barcelona per a edificar-hi blocs d'habitatges de lloguer.
Bonaventura Balcells va morir el 15 de novembre de 1903, i el 1905, el seu fill Josep Balcells i Vallbona va encarregar-ne la reforma a l'arquitecte sabadellenc Juli Batllevell. El 1906 es va liquidar la raó social Balcells y Sobrino i es va crear una nova societat amb la participació dels germans Balcells i Vallbona: «La rahó social «Balcells y Sobrino», que de temps venía funcionant a n'aquesta plassa, per defunció del senyor Balcells-oncle, girará d'aquí endavant baix la denominació de «José Balcells y Companyía» per haver entrat a formar part de la societat els hereus del finat.» El despatx era al carrer de Trafalgar, 39, i a la dècada del 1930, es convertiria en la societat anònima Fabril i Comercial Balcells, que tenia una filatura de cotó a La Bauma de Castellbell i es va liquidar el 1971.
El 1919, Bonaventura Balcells i Vallbona va demanar permís per a instal·lar-hi dos motors elèctrics, segons els plànols de l'enginyer Josep Rexach. El magatzem serviria per al negoci d'exportació d'oli de la societat fins ben entrada la postguerra espanyola, quan es va constituir Aceites Balcells SA. Posteriorment, va ser convertit en garatge, i finalment, va ser enderrocat el 2015 arran d'una operació de renovació urbana.

## Descripció
El magatzem pròpiament dit constava de dues naus de planta baixa i pis amb pilars d'acer que formaven un sol espai diàfan. La façana tenia un coronament motllurat i mixtilini d'inspiració barroca que recordava el de la Casa Calvet de Gaudí. A la cantonada hi havia un edifici d'habitatges de planta baixa i dos pisos.